# Беличенско клане
Беличенско клане (на македонска литературна норма: Масакр во Беличица) е масово убийство, извършено над  християнско население на селото Беличица, от страна на албанската революционна организация Бали Комбътар на 19 септември 1944 година.
Селото, в което е разположена военна единица на Трети титовски отряд, ненадейно е нападнато през нощта на 18 срещу 19 септември от част на Бали Комбътар от 200 души, начело с Акиф Речани. В сражението загиват 21 партизани. След края на битката балистите убиват 17 жени, деца и старци от селото, а след това го запалват.
След войната в местността Търница е издигнат паметник в чест на загиналите партизани и жители на селото Беличица. Край сградата на училището е разбита група балисти с голям, но неизвестен точен брой убити.

## Загинали
| Партизани - Тодор Циповски - Гоце Стойчевски - Христо Антески - Мурат Бафтияри - Боро Вулич - Александър Здравковски – Санко - Търпе Йованоски – Мишка - Александър Йованоски – Журчин - Владимир Янич - Борче Кочоски - Любомир Момироски - Михайло Раичевич - Младен Симоски – Требош - Пано Симоски - Драгомир Стефанович - Любица Стефанович - Любомир Стефанович - Андрея Стоянович - Саво Тасески - Андрея Христоски – Шварц - Благоя Тоскоски – Тоска | Жители на Беличица - Калина Йовановска - Тодор Гюрчиновски - Петър Атанасовски - Анестия Богучевска - Наталия Богучевска - Ана Бибовска - Нада Брайковска - Сара Брайковска - Лена Гюрчиновска - Лиска Йовановска - Лефтер Йовановски - Параскева Брайковска - Адам Метаниевски - Сара Богучевска - Цения Богучевска - Грозда Богучевска - Соломия Йовановска |